# Diakonikon

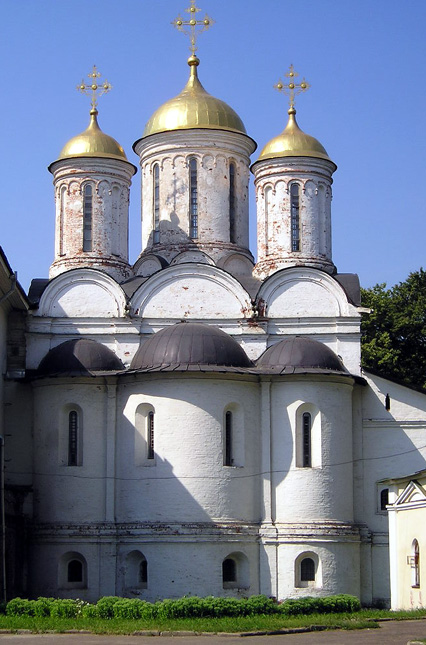
Dreifache Apsis einer orthodoxen Kirche, mit dem Diakonikon in der Apsis auf der linken Seite

Das Diakonikon (griechisch: διακονικόν; kirchenslawisch: diakonik) ist in den orthodoxen und den katholischen Ostkirchen die Bezeichnung für einen Raum an der Südseite der zentralen Apsis der Kirche, in dem die Gewänder, Bücher usw. aufbewahrt werden, die in den Gottesdiensten der Kirche verwendet werden. Die heiligen Gefäße werden hingegen in der Prothesis aufbewahrt, die sich an der Nordseite des Heiligtums befindet. Diakonikon und Prothesis werden zusammen als Pastophorien bezeichnet.
Im Diakonikon befindet sich das Thalassidion (piscina), ein Waschbecken, dessen Ausgang in einen würdigen Ort mündet, damit Flüssigkeiten wie das Wasser zum Waschen der heiligen Gefäße gegossen werden können. Die Kleriker waschen sich darin die Hände, bevor sie die Göttliche Liturgie feiern. Das Diakonikon verfügt in der Regel über Schränke oder Schubladen, in denen die Gewänder und Kirchenbehänge (Antependia) sicher aufbewahrt werden können. Hier wird auch die Holzkohle aufbewahrt, und es gibt einen Platz zum Erhitzen des Zeon (kochendes Wasser, das vor der Kommunion in den Kelch gegossen wird). Auch Handtücher und andere notwendige Dinge werden hier verwahrt.
Nur Bischöfe oder Priester dürfen im Altarraum sitzen; Diakone und Messdiener dürfen jedoch im Diakonikon sitzen, wenn sie nicht im Gottesdienst wirken. Da sich das Diakonikon hinter der Ikonostase befindet, gilt es als heiliger Ort, den nur diejenigen betreten dürfen, die eine bestimmte liturgische Aufgabe zu erfüllen haben, und auch hier gelten die Vorschriften für das Betreten des Altarraums.
Während der Regierungszeit Kaiser Justins II. (565–574) wurden aufgrund einer Änderung der Liturgie das Diakonikon und die Prothesis in getrennten Apsiden am Ostende des Heiligtums untergebracht. Vor dieser Zeit gab es nur eine Apsis.
In den Kirchen in Syrien, die etwas späteren Datums sind, ist das Diakonikon rechteckig; die seitlichen Apsiden des syrischen Simeonsklosters wurden erst nachträglich hinzugefügt.
Als Diakonikon bezeichnet man außerdem:
- einen Seitenaltar, der insbesondere Diakonen für ihre Lesungen dient.
- die einzelnen Texte, die ein Diakon der Ostkirchen im Gottesdienst vorträgt, soweit er nicht als Lektor biblischer Lesungen (Perikopen), etwa des Evangeliums, fungiert.
- das liturgische Buch, in dem sich die Texte der gottesdienstlichen „Rolle“ eines Diakons, die „Diakonika“, aufgezeichnet finden (auch „Hierodiakonikon“ genannt). Der Eindeutigkeit halber bezeichnet man  Letzteres in der Liturgiewissenschaft gern als „Diakonale“ (Plural: Diakonalien) oder „Diakonenbuch“.